# Ácido metafosfórico
Ácido metafosfórico é um composto químico fórmula molecular HPO3, derivado do ácido fosfórico ou ácido ortofosfórico pela retirada de uma molécula de água.
Estável em condições normais, apresenta-se na forma de cristais brancos transparentes. É corrosivo, causando queimaduras quando em contato com a pele.